# Mrémani (Gemeinde)
Die Gemeinde Mrémani ist eine Gemeinde auf der komorischen Insel Anjouan und umfasst neben dem größten Dorf Mrémani auch Badracouni, M'Rijou und Daji.

## Lage
Direkt östlich der Gemeinde schließt sich die Gemeinde Ongojou mit dem gleichnamigen Hauptort Ongojou an. Im Norden befindet sich die Gemeinde Adda. Das Gebiet liegt im Südosten der Insel Anjouan, südlicher liegen nur noch die Gemeinde Mramani sowie die Gemeinde Shaweni. Alle genannten Gemeinden gehören zur Präfektur Mrémani, die den südöstlichen Teil der Insel einnimmt.
Das Gebiet der Gemeinde befindet sich auf einer Höhe von 500 bis 750 Metern über dem Meeresspiegel und ist überwiegend bewaldet. Vor allem westlich von Mrémani und östlich von M'Rijou finden sich allerdings auch Felder. Das Gemeindegebiet erstreckt sich schmal von Norden nach Süden – von Mrémani über Badracouni und Daji bis nach M'Rijou. Im Süden ist der Pazifik in der Nähe. Der kleine Fluss Agnochi fließt dort ins Meer.